# Christian Aarsleb
Christian Nielsen Aarsleb (født, fødselsår ubekendt, i landsbyen Aarslev i Aarhus Stift, død 1723) var en dansk historiker.
Aarsleb blev dimitteret 1681 fra Københavns Skole og senere cand.theol. ved  Universitetet. Imidlertid ofrede han i den første tid historien sin interesse og har udgivet flere arbejder på latin om nordiske folk uden for Norden (cimbrer, goter), ligesom han foretog en bearbejdelse af Resens ufuldførte danske atlas, hvilken dog aldrig så lyset. Et lignende uheld ramte hans Historia Frederici II fra 1707, som censorerne fandt på grund af "en Del Expressioner ikke kunde tolereres". Kongen, til hvem sagen blev appelleret, gav censorerne medhold — den unge enevælde var mistænksom. Nedslået over disse uheld opgav Aarsleb forfattervirksomheden. I 1692 blev han kaldet til præst til Sorterup på Sjælland.